# 格里斯山
46°27′06″N 8°23′34″E / 46.45167°N 8.39278°E

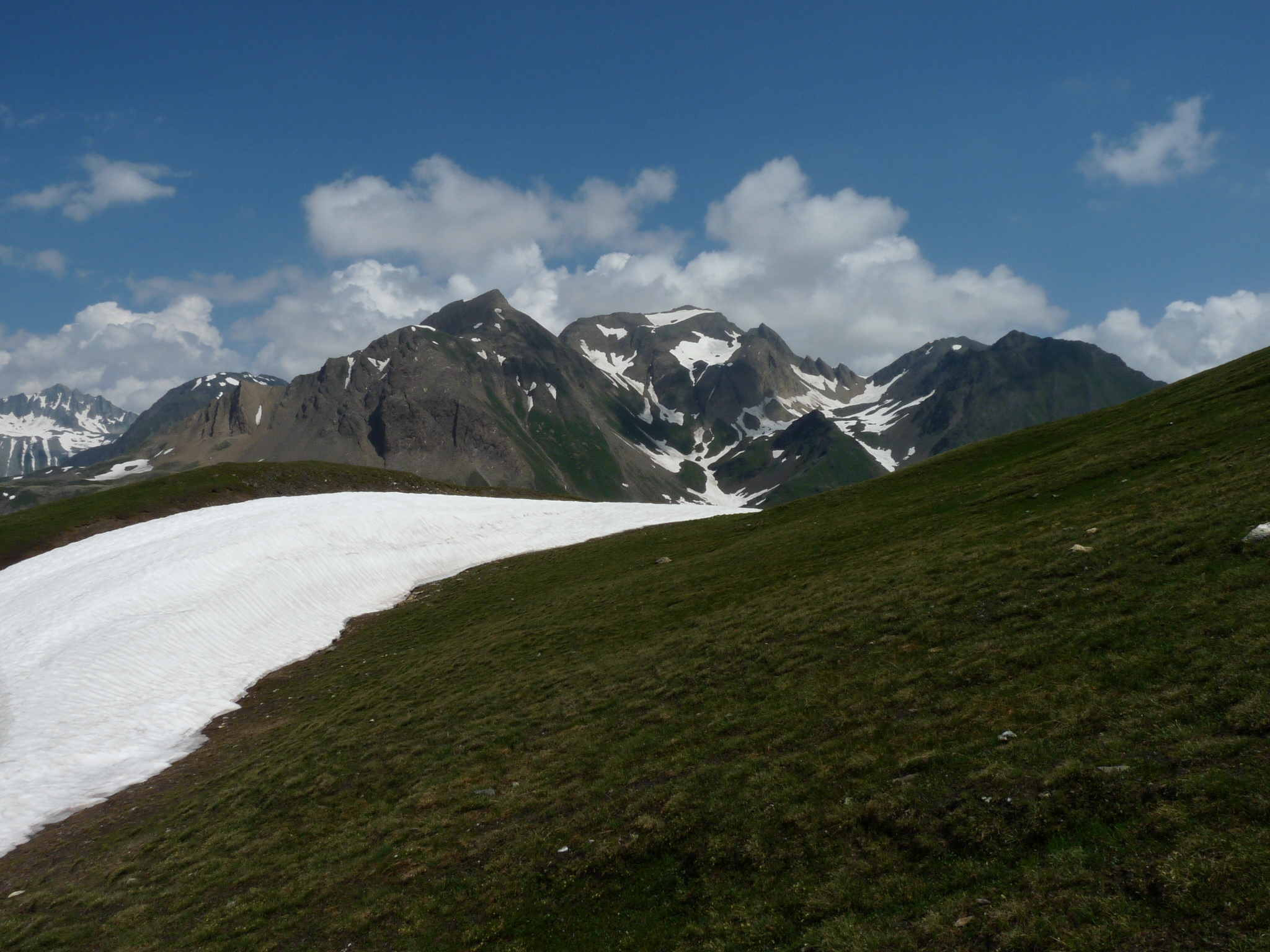

格里斯山（義大利語：Corno Gries），是中歐的山峰，位於意大利和瑞士接壤的邊境，屬於勒蓬廷山的一部分，該山峰海拔高度2,969米，每年平均降雨量2,221毫米。